# Titus Flavius Constans

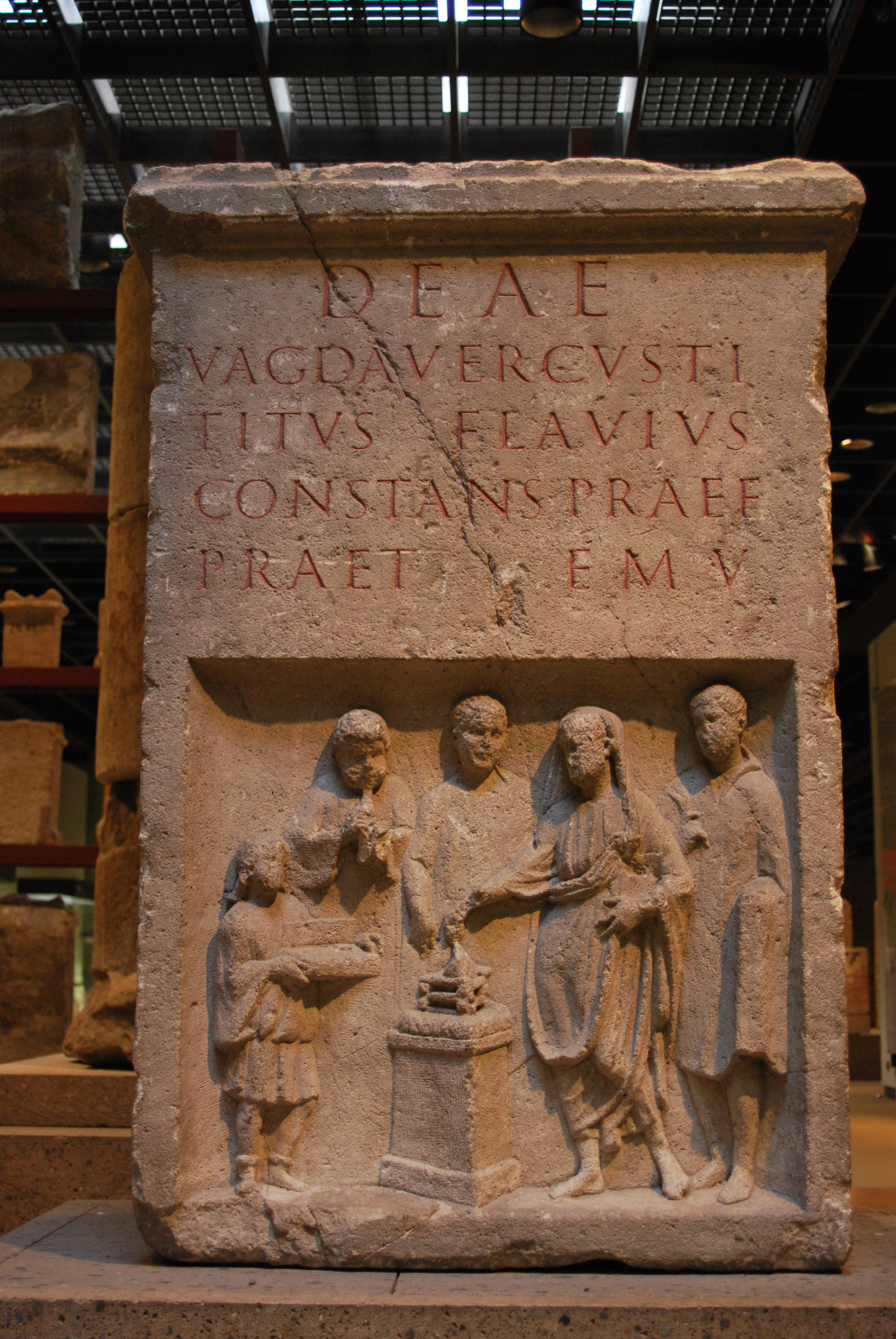
Weihaltar des Titus Flavius Constans im Römisch-Germanischen Museum Köln.

Titus Flavius Constans war im 2. Jahrhundert ein römischer Politiker und Offizier aus dem Stand der Equites (equester ordo).
Unter Hadrian war Titus Flavius Constans ritterlicher Prokurator der Provinz Dacia inferior, des heutigen Rumänien (Siebenbürgen).
Im Jahre 165 bekleidete er unter Mark Aurel das Amt eines Prätorianerpräfekten. Damit gehörte er nach dem Kaiser zu den mächtigsten Männern des Römischen Reiches. In dieser Eigenschaft stiftete er in Köln der germanischen Göttin Vagdavercustis einen Altar, auf dem er selbst in sakraler Opferkleidung (cinctus Gabinus) bei einer Opferhandlung dargestellt ist. Mark Aurel hatte den Präfekten vermutlich mit einer Sondermission beauftragt und nach Germanien entsandt. Möglicherweise war er zu diesem Zeitpunkt aber auch Bürger der Colonia Claudia Ara Agrippinensium.